# 细弱落芒草
细弱落芒草（学名：Oryzopsis lateralis）为禾本科落芒草属下的一个种。

## 扩展阅读
- 維基物種上的相關：细弱落芒草